# Steven Pinker
Steven Arthur Pinker, kanadsko-ameriški eksperimentalni psiholog in kognitivni znanstvenik, * 18. september 1954, Montreal, Quebec, Kanada.

## Izbrana dela
- Language Learnability and Language Development (1984) ISBN 978-0-674-51055-5
- Visual Cognition (1985) ISBN 978-0-262-66178-2
- Connections and Symbols (1988) ISBN 978-0-262-66064-8
- Learnability and Cognition: The Acquisition of Argument Structure (1989) ISBN 978-0-262-66073-0
- Lexical and Conceptual Semantics (1992) ISBN 978-1-55786-354-6
- The Language Instinct (Jezikovni nagon: kako um ustvarja jezik) (1994) ISBN 978-0-06-097651-4
- How the Mind Works (Kako deluje um) (1997) ISBN 978-0-393-31848-7
- Words and Rules: The Ingredients of Language (1999) ISBN 978-0-465-07269-9
- The Blank Slate: The Modern Denial of Human Nature (2002) ISBN 978-0-670-03151-1
- The Stuff of Thought: Language as a Window into Human Nature (2007) ISBN 978-0-670-06327-7
- The Better Angels of Our Nature: Why Violence Has Declined (2011) ISBN 978-0-670-02295-3